# سكوت فالنتاين
سكوت فالنتاين هو لاعب هوكي الجليد كندي، ولد في 2 مايو 1991 في Metcalfe, Ontario ‏ في كندا.

## وصلات خارجية
- سكوت فالنتاين على موقع دوري الهوكي الوطني (الإنجليزية)
- سكوت فالنتاين على موقع EliteProspects.com (الإنجليزية)
- سكوت فالنتاين على موقع HockeyDB.com (الإنجليزية)